# 卡洛斯·罗伯托·弗洛雷斯
卡洛斯·罗伯托·弗罗雷斯·法库塞（西班牙語：Carlos Roberto Flores Facussé，1950年3月10日—）是一名洪都拉斯政治家，大地主米格爾·法庫塞·巴爾朱姆的侄子，在1998年1月27日至2002年1月27日期间曾出任洪都拉斯总统。
| 前任： 卡洛斯·罗伯托·雷纳 | 洪都拉斯总统 1998年——2002年 | 繼任： 里卡多·马杜罗 |